# Abdullah Hakim Quick
Shaykh Abdullah Hakim Quick är en amerikansk historiker och imam.
Abdullah Hakim Quick föddes i USA, och han konverterade till islam i Kanada. Han studerade islam vid the Islamic University of Madinah i Saudiarabien, där han avlade examen 1979. Därefter studerade han vid University of Toronto där han doktorerade i afrikansk historia.

## Kritik mot Shaykh Abdullah Hakim Quick
Sveriges Unga Muslimer kritiserades i mars 2010 för att som talare ha bjudit in Abdullah Hakim Quick till sin konferens "Sikta högt - Framtiden är din". Kritiken fokuserade på Abdullah Hakim Quicks antisemitiska och homofoba uttalanden. Den liberala politikern Philip Wendahl, menade också att Ungdomsstyrelsen borde dra in organisationsstödet till SUM.
Sveriges Unga Muslimer tillbakavisade kritiken men valde i samråd med Abdullah Hakim Quick att ställa in besöket. I sitt eget svar på kritiken  menade sheikh Abdullah Hakim Quick svarade på kritiken menade att han felaktigt blivit framställd som en hatpredikant.
Quick har i olika sammanhang växlat mellan att ibland förneka och ibland be om ursäkt för homofobiska och antisemitiska uttalanden.